# Temporada 2016-17 de la NBA
La temporada 2016-17 de la NBA fue la septuagésimo primera temporada de la historia de la competición norteamericana de baloncesto. El Draft de la NBA se celebró el jueves 23 de junio de 2016, en el Barclays Center en Brooklyn, donde Philadelphia 76ers eligieron en la primera posición. La temporada regular comenzó el 25 de octubre de 2016 y terminó el 12 de abril de 2017. El All-Star Game de la NBA iba a tener lugar en febrero de 2017 en el Time Warner Cable Arena de Charlotte, Carolina del Norte, pero le retiró la organización del evento debido a las leyes discriminatorias de ese estado, que obligan a los transexuales que utilicen los baños de acuerdo con el sexo con el que nacieron y no con el que se identifican. El 19 de agosto de 2016, la NBA designó al Smoothie King Center de New Orleans Pelicans en Nueva Orleans, Luisiana, como la sede del All-Star a llevarse a cabo entre el 17 y 19 de febrero de 2017.

## Transacciones

### Agencia libre
Las negociaciones de la agencia libre iniciaron el 1 de julio de 2016. Los jugadores comenzaron a firmar a partir del 7 de julio.

### Cambios de entrenadores
| Fuera de la temporada  | Fuera de la temporada        | Fuera de la temporada |
| Equipo                 | Temporada 2015-16            | Temporada 2016-17     |
| ---------------------- | ---------------------------- | --------------------- |
| Brooklyn Nets          | Tony Brown (interino)        | Kenny Atkinson        |
| Minnesota Timberwolves | Sam Mitchell (interino)      | Tom Thibodeau         |
| Washington Wizards     | Randy Wittman                | Scott Brooks          |
| Los Angeles Lakers     | Byron Scott                  | Luke Walton           |
| Sacramento Kings       | George Karl                  | Dave Joerger          |
| Indiana Pacers         | Frank Vogel                  | Nate McMillan         |
| Orlando Magic          | Scott Skiles                 | Frank Vogel           |
| Memphis Grizzlies      | Dave Joerger                 | David Fizdale         |
| Houston Rockets        | J. B. Bickerstaff (interino) | Mike D'Antoni         |
| New York Knicks        | Kurt Rambis (interino)       | Jeff Hornacek         |

#### Fuera de la temporada
- El 14 de abril de 2016, Sam Mitchell fue relevado como entrenador interino de Minnesota Timberwolves tras el último partido de la temporada.[5]
- El 14 de abril de 2016, los Washington Wizards despidieron a Randy Wittman tras no clasificar al equipo para los playoffs.[6][7][8]
- El 14 de abril de 2016 George Karl fue despedido por Sacramento Kings tras una mala temporada 2015–16 en la que los Kings acabaron 33–49.[9][10]
- El 17 de abril de 2016 se anunció que Kenny Atkinson sería el próximo entrenador de los Brooklyn Nets.[11]
- El 19 de abril de 2016, Earl Watson dejó de ser entrenador interino para convertirse en entrenador principal de Phoenix Suns para los próximos tres años.[12][13]
- El 20 de abril de 2016, los Timberwolves acordaron fichar a Tom Thibodeau como entrenador principal y presidente de operaciones relacionadas con el baloncesto. Previamente había sido entrenador asistente del equipo entre 1989 y 1991.[14][15]
- El 25 de abril de 2016, los Lakers no ejercieron la opción de renovación del contrato de Scott para la siguiente temporada, decidiendo contratar un nuevo entrenador. Su balance de 38-126 (.232) fue el peor de los 16 entrenadores que al menos han permanecido dos temporadas en el equipo.[16][17]
- El 26 de abril de 2016, los Washington Wizards contrataron a Scott Brooks como entrenador principal.[18]
- El 29 de abril de 2016, Los Angeles Lakers contrataron al asistente de los Warriors Luke Walton como nuevo entrenador principal. Walton lideró a los Warriors con un 39–4 de inicio en la temporada 2015-16 cuando Steve Kerr estuvo recuperándose de su lesión.[19]
- El 5 de mayo de 2016, a pesar de lograr llevar al equipo a los playoffs, el presidente de los Pacers Larry Bird anunció que Frank Vogel no renovaría su contrato, en busca de un nuevo liderazgo ante los jugadores.[20][21]
- El 7 de mayo de 2016, los Memphis Grizzlies despidieron a Dave Joerger después de que el equipo fuera barrido en la primera ronda de los playoffs.[22]
- El 9 de mayo de 2016, los Sacramento Kings contrataron a Dave Joerger como nuevo entrenador, dos días después de ser despedido por los Grizzlies.[23]
- El 12 de mayo de 2016, Scott Skiles renunció a su puesto como entrenador de Orlando Magic.[24]
- El 16 de mayo de 2016, los Indiana Pacers ascendieron al asistente Nate McMillan a nuevo entrenador principal.[25]
- El 20 de mayo de 2016, los Orlando Magic anunciaron la contratación de Frank Vogel como nuevo entrenador.[26]
- El 29 de mayo de 2016, David Fizdale, antiguo asistente en los Miami Heat, fue nombrado entrenador principal de los Memphis Grizzlies.[27]
- El 1 de junio de 2016, los Houston Rockets nombraron a Mike D'Antoni como nuevo entrenador.[28]
- El 2 de junio de 2016, los New York Knicks anunciaron a Jeff Hornacek como nuevo entrenador.[29]

## Pabellones
- Esta va a ser la primera temporada de los Sacramento Kings en el nuevo Golden 1 Center tras haber jugado en el Sleep Train Arena entre 1988 y 2016.

## Clasificaciones
Última actualización: 12 de abril de 2017
Entre paréntesis, puesto que ocupan en la clasificación de la Conferencia.
| División Atlántico        | División Atlántico | División Atlántico | División Atlántico | División Atlántico | División Atlántico | División Atlántico |
| ------------------------- | ------------------ | ------------------ | ------------------ | ------------------ | ------------------ | ------------------ |
| Equipos                   | G                  | P                  | PCT                | PV                 | PP                 | PPR                |
| c-Boston Celtics (1)      | 53                 | 29                 | .646               | —                  | 107.4              | 104.9              |
| x-Toronto Raptors (3)     | 51                 | 31                 | .622               | 2.0                | 106.9              | 103.1              |
| o-New York Knicks (12)    | 31                 | 51                 | .378               | 22.0               | 105.3              | 108.7              |
| o-Philadelphia 76ers (14) | 28                 | 54                 | .341               | 25.0               | 102.4              | 107.6              |
| o-Brooklyn Nets (15)      | 20                 | 62                 | .244               | 33.0               | 105.8              | 113.9              |
| División Central          |                    |                    |                    |                    |                    |                    |
| Equipos                   | G                  | P                  | PCT                | PV                 | PP                 | PPR                |
| x-Cleveland Cavaliers (2) | 51                 | 31                 | .622               | —                  | 110.4              | 106.3              |
| x- Milwaukee Bucks (6)    | 42                 | 40                 | .512               | 9.0                | 104.6              | 104.5              |
| x- Indiana Pacers (7)     | 42                 | 40                 | .512               | 9.0                | 104.1              | 105.0              |
| x-Chicago Bulls (8)       | 41                 | 41                 | .500               | 10.0               | 101.8              | 103.1              |
| o-Detroit Pistons (10)    | 37                 | 45                 | .451               | 14.0               | 101.7              | 102.1              |
| División Sureste          |                    |                    |                    |                    |                    |                    |
| Equipos                   | G                  | P                  | PCT                | PV                 | PP                 | PPR                |
| x-Washington Wizards (4)  | 49                 | 33                 | .598               | —                  | 108.8              | 106.8              |
| x-Atlanta Hawks (5)       | 43                 | 39                 | .524               | 6.0                | 103.4              | 104.5              |
| o-Miami Heat (9)          | 41                 | 41                 | .500               | 8.0                | 102.9              | 102.1              |
| o-Charlotte Hornets (11)  | 36                 | 46                 | .439               | 13.0               | 104.8              | 104.0              |
| o-Orlando Magic (13)      | 29                 | 53                 | .354               | 20.0               | 100.1              | 106.5              |

| División Noroeste             | División Noroeste | División Noroeste | División Noroeste | División Noroeste | División Noroeste | División Noroeste |
| ----------------------------- | ----------------- | ----------------- | ----------------- | ----------------- | ----------------- | ----------------- |
| Equipos                       | G                 | P                 | PCT               | PV                | PP                | PPR               |
| x-Utah Jazz (5)               | 51                | 31                | .622              | —                 | 100.3             | 96.5              |
| x-Oklahoma City Thunder (6)   | 47                | 35                | .573              | 4.0               | 106.7             | 106.0             |
| x-Portland Trail Blazers (8)  | 41                | 41                | .500              | 10.0              | 108.3             | 110.0             |
| o-Denver Nuggets (9)          | 40                | 42                | .488              | 11.0              | 111.3             | 111.0             |
| o-Minnesota Timberwolves (13) | 31                | 51                | .378              | 20.0              | 104.9             | 105.5             |
| División Pacífico             |                   |                   |                   |                   |                   |                   |
| Equipos                       | G                 | P                 | PCT               | PV                | PP                | PPR               |
| z-Golden State Warriors (1)   | 67                | 15                | .817              | —                 | 116.1             | 104.8             |
| x-Los Angeles Clippers (4)    | 51                | 31                | .622              | 16.0              | 107.8             | 104.7             |
| o-Sacramento Kings (12)       | 32                | 50                | .390              | 35.0              | 102.9             | 106.4             |
| o-Los Angeles Lakers (14)     | 26                | 56                | .317              | 41.0              | 104.6             | 111.9             |
| o-Phoenix Suns (15)           | 24                | 58                | .293              | 43.0              | 107.3             | 112.5             |
| División Suroeste             |                   |                   |                   |                   |                   |                   |
| Equipos                       | G                 | P                 | PCT               | PV                | PP                | PPR               |
| x-San Antonio Spurs (2)       | 61                | 21                | .744              | —                 | 106.5             | 98.6              |
| x-Houston Rockets (3)         | 55                | 27                | .671              | 6.0               | 115.5             | 108.6             |
| x-Memphis Grizzlies (7)       | 43                | 39                | .524              | 18.0              | 101.4             | 100.4             |
| o-New Orleans Pelicans (10)   | 34                | 48                | .415              | 27.0              | 98.1              | 100.2             |
| o-Dallas Mavericks (11)       | 33                | 49                | .402              | 28.0              | 103.6             | 106.0             |

Notas
- z – Alcanzada ventaja de campo en todos los playoffs
- c – Alcanzada ventaja de campo en los playoffs de conferencia
- y – Alcanzado título de división
- x – Alcanzado puesto en playoffs
- o – Eliminado de los playoffs

## Playoffs
Los Playoffs de la NBA de 2017 comenzaron el sábado 15 de abril y terminaron con las Finales de la NBA de 2017 que dieron comienzo el 1 de junio. ESPN transmitió las Finales de la Conferencia Oeste y TNT transmitió las Finales de la Conferencia Este.
|  | Primera ronda     | Primera ronda | Primera ronda |   |               | Semifinales de Conferencia | Semifinales de Conferencia | Semifinales de Conferencia |  |    | Finales de Conferencia | Finales de Conferencia | Finales de Conferencia |  |    | Finales de la NBA | Finales de la NBA | Finales de la NBA |
|  |                   |               |               |   |               |                            |                            |                            |  |    |                        |                        |                        |  |    |                   |                   |                   |
|  | E1                | Boston        | 4             |   |               |                            |                            |                            |  |    |                        |                        |                        |  |    |                   |                   |                   |
|  | E8                | Chicago       | 2             |   |               |                            |                            |                            |  |    |                        |                        |                        |  |    |                   |                   |                   |
|  | E8                | Chicago       | 2             |   | E1            | Boston                     | 4                          |                            |  |    |                        |                        |                        |  |    |                   |                   |                   |
|  |                   |               |               |   | E1            | Boston                     | 4                          |                            |  |    |                        |                        |                        |  |    |                   |                   |                   |
|  |                   | E4            | Washington    | 3 |               |                            |                            |                            |  |    |                        |                        |                        |  |    |                   |                   |                   |
|  | E4                | E4            | Washington    | 3 | Washington    | 4                          |                            |                            |  |    |                        |                        |                        |  |    |                   |                   |                   |
|  | E4                |               |               |   | Washington    | 4                          |                            |                            |  |    |                        |                        |                        |  |    |                   |                   |                   |
|  | E5                | Atlanta       | 2             |   |               |                            |                            |                            |  |    |                        |                        |                        |  |    |                   |                   |                   |
|  | E5                | Atlanta       | 2             |   |               |                            |                            |                            |  | E1 | Boston                 | 1                      |                        |  |    |                   |                   |                   |
|  | Conferencia Este  |               |               |   |               |                            |                            |                            |  | E1 | Boston                 | 1                      |                        |  |    |                   |                   |                   |
|  |                   | E2            | Cleveland     | 4 |               |                            |                            |                            |  |    |                        |                        |                        |  |    |                   |                   |                   |
|  | E3                | E2            | Cleveland     | 4 | Toronto       | 4                          |                            |                            |  |    |                        |                        |                        |  |    |                   |                   |                   |
|  | E3                |               |               |   | Toronto       | 4                          |                            |                            |  |    |                        |                        |                        |  |    |                   |                   |                   |
|  | E6                | Milwaukee     | 2             |   |               |                            |                            |                            |  |    |                        |                        |                        |  |    |                   |                   |                   |
|  | E6                | Milwaukee     | 2             |   | E3            | Toronto                    | 0                          |                            |  |    |                        |                        |                        |  |    |                   |                   |                   |
|  |                   |               |               |   | E3            | Toronto                    | 0                          |                            |  |    |                        |                        |                        |  |    |                   |                   |                   |
|  |                   | E2            | Cleveland     | 4 |               |                            |                            |                            |  |    |                        |                        |                        |  |    |                   |                   |                   |
|  | E2                | E2            | Cleveland     | 4 | Cleveland     | 4                          |                            |                            |  |    |                        |                        |                        |  |    |                   |                   |                   |
|  | E2                |               |               |   | Cleveland     | 4                          |                            |                            |  |    |                        |                        |                        |  |    |                   |                   |                   |
|  | E7                | Indiana       | 0             |   |               |                            |                            |                            |  |    |                        |                        |                        |  |    |                   |                   |                   |
|  | E7                | Indiana       | 0             |   |               |                            |                            |                            |  |    |                        |                        |                        |  | E2 | Cleveland         | 1                 |                   |
|  |                   |               |               |   |               |                            |                            |                            |  |    |                        |                        |                        |  | E2 | Cleveland         | 1                 |                   |
|  |                   | O1            | Golden State  | 4 |               |                            |                            |                            |  |    |                        |                        |                        |  |    |                   |                   |                   |
|  | O1                | O1            | Golden State  | 4 | Golden State  | 4                          |                            |                            |  |    |                        |                        |                        |  |    |                   |                   |                   |
|  | O1                |               |               |   | Golden State  | 4                          |                            |                            |  |    |                        |                        |                        |  |    |                   |                   |                   |
|  | O8                | Portland      | 0             |   |               |                            |                            |                            |  |    |                        |                        |                        |  |    |                   |                   |                   |
|  | O8                | Portland      | 0             |   | O1            | Golden State               | 4                          |                            |  |    |                        |                        |                        |  |    |                   |                   |                   |
|  |                   |               |               |   | O1            | Golden State               | 4                          |                            |  |    |                        |                        |                        |  |    |                   |                   |                   |
|  |                   | O5            | Utah          | 0 |               |                            |                            |                            |  |    |                        |                        |                        |  |    |                   |                   |                   |
|  | O4                | O5            | Utah          | 0 | L.A. Clippers | 3                          |                            |                            |  |    |                        |                        |                        |  |    |                   |                   |                   |
|  | O4                |               |               |   | L.A. Clippers | 3                          |                            |                            |  |    |                        |                        |                        |  |    |                   |                   |                   |
|  | O5                | Utah          | 4             |   |               |                            |                            |                            |  |    |                        |                        |                        |  |    |                   |                   |                   |
|  | O5                | Utah          | 4             |   |               |                            |                            |                            |  | O1 | Golden State           | 4                      |                        |  |    |                   |                   |                   |
|  | Conferencia Oeste |               |               |   |               |                            |                            |                            |  | O1 | Golden State           | 4                      |                        |  |    |                   |                   |                   |
|  |                   | O2            | San Antonio   | 0 |               |                            |                            |                            |  |    |                        |                        |                        |  |    |                   |                   |                   |
|  | O3                | O2            | San Antonio   | 0 | Houston       | 4                          |                            |                            |  |    |                        |                        |                        |  |    |                   |                   |                   |
|  | O3                |               |               |   | Houston       | 4                          |                            |                            |  |    |                        |                        |                        |  |    |                   |                   |                   |
|  | O6                | Oklahoma      | 1             |   |               |                            |                            |                            |  |    |                        |                        |                        |  |    |                   |                   |                   |
|  | O6                | Oklahoma      | 1             |   | O3            | Houston                    | 2                          |                            |  |    |                        |                        |                        |  |    |                   |                   |                   |
|  |                   |               |               |   | O3            | Houston                    | 2                          |                            |  |    |                        |                        |                        |  |    |                   |                   |                   |
|  |                   | O2            | San Antonio   | 4 |               |                            |                            |                            |  |    |                        |                        |                        |  |    |                   |                   |                   |
|  | O2                | O2            | San Antonio   | 4 | San Antonio   | 4                          |                            |                            |  |    |                        |                        |                        |  |    |                   |                   |                   |
|  | O2                |               |               |   | San Antonio   | 4                          |                            |                            |  |    |                        |                        |                        |  |    |                   |                   |                   |
|  | O7                | Memphis       | 2             |   |               |                            |                            |                            |  |    |                        |                        |                        |  |    |                   |                   |                   |

Negrita - Ganador de las series
cursiva - Equipo con ventaja de campo

## Estadísticas

### Líderes estadísticas individuales
| Categoría                     | Jugador           | Equipo                            | Estadística |
| ----------------------------- | ----------------- | --------------------------------- | ----------- |
| Puntos por partido            | Russell Westbrook | Oklahoma City Thunder             | 31.6        |
| Rebotes por partido           | Hassan Whiteside  | Miami Heat                        | 14.1        |
| Asistencias por partido       | James Harden      | Houston Rockets                   | 11.2        |
| Robos por partido             | Draymond Green    | Golden State Warriors             | 2.03        |
| Tapones por partido           | Rudy Gobert       | Utah Jazz                         | 2.64        |
| Pérdidas de balón por partido | James Harden      | Houston Rockets                   | 5.7         |
| Faltas por partido            | DeMarcus Cousins  | Sacramento Kings/N.O. Pelicans    | 3.9         |
| Minutos por partido           | LeBron James      | Cleveland Cavaliers               | 37.8        |
| % Tiros de campo              | DeAndre Jordan    | Los Angeles Clippers              | 71.3%       |
| % Tiros libres                | C. J. McCollum    | Portland Trail Blazers            | 91.2%       |
| % Triples                     | Kyle Korver       | Atlanta Hawks/Cleveland Cavaliers | 45.1%       |
| Eficiencia por partido        | Russell Westbrook | Oklahoma City Thunder             | 29.56       |
| Doble-dobles                  | James Harden      | Houston Rockets                   | 63          |
| Triple-dobles                 | Russell Westbrook | Oklahoma City Thunder             | 42          |

### Máximos individuales en un partido
| Categoría   | Jugador           | Equipo                | Estadística |
| ----------- | ----------------- | --------------------- | ----------- |
| Puntos      | Devin Booker      | Phoenix Suns          | 70          |
| Rebotes     | Hassan Whiteside  | Miami Heat            | 25          |
| Rebotes     | DeAndre Jordan    | Los Angeles Clippers  | 25          |
| Rebotes     | Rudy Gobert       | Utah Jazz             | 25          |
| Asistencias | Russell Westbrook | Oklahoma City Thunder | 22          |
| Robos       | Draymond Green    | Golden State Warriors | 10          |
| Tapones     | Robin Lopez       | Chicago Bulls         | 8           |
| Tapones     | Brook Lopez       | Brooklyn Nets         | 8           |
| Tapones     | Rudy Gobert       | Utah Jazz             | 8           |
| Triples     | Stephen Curry     | Golden State Warriors | 13          |
| Minutos     | Paul Millsap      | Atlanta Hawks         | 61          |

### Líderes por equipo
| Categoría               | Equipo                | Estadística |
| ----------------------- | --------------------- | ----------- |
| Puntos por partido      | Golden State Warriors | 116.0       |
| Rebotes por partido     | Oklahoma City Thunder | 46.6        |
| Asistencias por partido | Golden State Warriors | 30.4        |
| Robos por partido       | Golden State Warriors | 9.5         |
| Tapones por partido     | Golden State Warriors | 6.7         |
| Pérdidas por partido    | Philadelphia 76ers    | 16.0        |
| % Tiros de campo        | Golden State Warriors | 49.5%       |
| % Tiros libres          | Charlotte Hornets     | 81.5%       |
| % Tiros de 3            | San Antonio Spurs     | 39.1%       |
| +/−                     | Golden State Warriors | +11.6       |

## Premios

### Reconocimientos individuales
Los premios se presentaron en la ceremonia de entrega de premios de la NBA, que se celebró el 26 de junio. Los finalistas para los premios elegidos se anunciaron durante los playoffs y los ganadores se revelaron en la ceremonia de entrega de premios. El All-NBA Team fue anunciado de antemano para que los equipos tuvieran toda la información necesaria para hacer los preparativos de la postemporada.
| Premio                                   | Ganador(es)                               | Finalistas                                                                               |
| ---------------------------------------- | ----------------------------------------- | ---------------------------------------------------------------------------------------- |
| MVP de la temporada                      | Russell Westbrook (Oklahoma City Thunder) | James Harden (Houston Rockets) Kawhi Leonard (San Antonio Spurs)                         |
| Mejor defensor                           | Draymond Green (Golden State Warriors)    | Rudy Gobert (Utah Jazz) Kawhi Leonard (San Antonio Spurs)                                |
| Rookie del año                           | Malcolm Brogdon (Milwaukee Bucks)         | Joel Embiid (Philadelphia 76ers) Dario Šarić (Philadelphia 76ers)                        |
| Mejor sexto hombre                       | Eric Gordon (Houston Rockets)             | Andre Iguodala (Golden State Warriors) Lou Williams (Los Angeles Lakers/Houston Rockets) |
| Jugador más mejorado                     | Giannis Antetokounmpo (Milwaukee Bucks)   | Rudy Gobert (Utah Jazz) Nikola Jokić (Denver Nuggets)                                    |
| Entrenador del año                       | Mike D'Antoni (Houston Rockets)           | Gregg Popovich (San Antonio Spurs) Erik Spoelstra (Miami Heat)                           |
| Ejecutivo del año                        | Bob Myers (Golden State Warriors)         |                                                                                          |
| Jugador más deportivo                    | Kemba Walker (Charlotte Hornets)          |                                                                                          |
| Premio Mejor Ciudadano J. Walter Kennedy | LeBron James (Cleveland Cavaliers)        |                                                                                          |
| Compañero del Año                        | Dirk Nowitzki (Dallas Mavericks)          |                                                                                          |
| Premio Hustle                            | Patrick Beverley (Houston Rockets)        |                                                                                          |

| - Mejor quinteto: - A Kawhi Leonard, San Antonio Spurs - A LeBron James, Cleveland Cavaliers - P Anthony Davis, New Orleans Pelicans - B James Harden, Houston Rockets - B Russell Westbrook, Oklahoma City Thunder | - 2.º mejor quinteto: - A Kevin Durant, Golden State Warriors - A Giannis Antetokounmpo, Milwaukee Bucks - P Rudy Gobert, Utah Jazz - B Stephen Curry, Golden State Warriors - B Isaiah Thomas, Boston Celtics | - 3.er mejor quinteto: - A Jimmy Butler, Chicago Bulls - A Draymond Green, Golden State Warriors - P DeAndre Jordan, Los Angeles Clippers - B DeMar DeRozan, Toronto Raptors - B John Wall, Washington Wizards |

| - Mejor quinteto defensivo: - A Kawhi Leonard, San Antonio Spurs - A Draymond Green, Golden State Warriors - P Rudy Gobert, Utah Jazz - B Chris Paul, Los Angeles Clippers - B Patrick Beverley, Houston Rockets | - 2.º mejor quinteto defensivo: - A Giannis Antetokounmpo, Milwaukee Bucks - A André Roberson, Oklahoma City Thunder - - P Anthony Davis, New Orleans Pelicans - B Tony Allen, Memphis Grizzlies - B Danny Green, San Antonio Spurs |

| - Mejor quinteto de rookies: - A Willy Hernangómez, New York Knicks - A Dario Šarić, Philadelphia 76ers - P Joel Embiid, Philadelphia 76ers - B Malcolm Brogdon, Milwaukee Bucks - B Buddy Hield, Sacramento Kings | - 2.º mejor quinteto de rookies: - A Jaylen Brown, Boston Celtics - A Brandon Ingram, Los Angeles Lakers - P Marquese Chriss, Phoenix Suns - B Yogi Ferrell, Dallas Mavericks - B Jamal Murray, Denver Nuggets |

### Jugadores de la semana
| Semana                            | Conferencia Este                              | Conferencia Oeste                                 | Ref.   |
| --------------------------------- | --------------------------------------------- | ------------------------------------------------- | ------ |
| 25 al 30 de octubre               | LeBron James (Cleveland Cavaliers) (1/4)      | Russell Westbrook (Oklahoma City Thunder) (1/4)   | [ 33 ] |
| 31 de octubre al 6 de noviembre   | LeBron James (Cleveland Cavaliers) (2/4)      | George Hill (Utah Jazz) (1/1)                     | [ 34 ] |
| 7 al 13 de noviembre              | DeMar DeRozan (Toronto Raptors) (1/4)         | James Harden (Houston Rockets) (1/4)              | [ 35 ] |
| 14 al 20 de noviembre             | Jimmy Butler (Chicago Bulls) (1/3)            | Anthony Davis (New Orleans Pelicans) (1/1)        | [ 36 ] |
| 21 al 27 de noviembre             | Kevin Love (Cleveland Cavaliers) (1/1)        | Kevin Durant (Golden State Warriors) (1/1)        | [ 37 ] |
| 28 de noviembre al 4 de diciembre | Giannis Antetokounmpo (Milwaukee Bucks) (1/1) | Russell Westbrook (Oklahoma City Thunder) (2/4)   | [ 38 ] |
| 5 al 11 de diciembre              | LeBron James (Cleveland Cavaliers) (3/4)      | Marc Gasol (Memphis Grizzlies) (1/1)              | [ 39 ] |
| 12 al 18 de diciembre             | DeMar DeRozan (Toronto Raptors) (2/4)         | James Harden (Houston Rockets) (2/4)              | [ 40 ] |
| 19 al 25 de diciembre             | Isaiah Thomas (Boston Celtics) (1/2)          | Russell Westbrook (Oklahoma City Thunder) (3/4)   | [ 41 ] |
| 26 de diciembre al 1 de enero     | John Wall (Washington Wizards) (1/2)          | James Harden (Houston Rockets) (3/4)              | [ 42 ] |
| 2 al 8 de enero                   | Jimmy Butler (Chicago Bulls) (2/3)            | Stephen Curry (Golden State Warriors) (1/3)       | [ 43 ] |
| 9 al 15 de enero                  | DeMar DeRozan (Toronto Raptors) (3/4)         | Gordon Hayward (Utah Jazz) (1/1)                  | [ 44 ] |
| 16 al 22 de enero                 | Joel Embiid (Philadelphia 76ers) (1/1)        | Kawhi Leonard (San Antonio Spurs) (1/2)           | [ 45 ] |
| 23 al 29 de enero                 | Dion Waiters (Miami Heat) (1/1)               | DeMarcus Cousins (Sacramento Kings) (1/1)         | [ 46 ] |
| 30 de enero al 5 de febrero       | Isaiah Thomas (Boston Celtics) (2/2)          | Stephen Curry (Golden State Warriors) (2/3)       | [ 47 ] |
| 6 al 12 de febrero                | LeBron James (Cleveland Cavaliers) (4/4)      | Blake Griffin (Los Angeles Clippers) (1/1)        | [ 48 ] |
| 27 de febrero al 5 de marzo       | Kemba Walker (Charlotte Hornets) (1/1)        | Kawhi Leonard (San Antonio Spurs) (2/2)           | [ 49 ] |
| 6 al 12 de marzo                  | John Wall (Washington Wizards) (2/2)          | Karl-Anthony Towns (Minnesota Timberwolves) (1/1) | [ 50 ] |
| 13 al 19 de marzo                 | Hassan Whiteside (Miami Heat) (1/1)           | Damian Lillard (Portland Trail Blazers) (1/1)     | [ 51 ] |
| 20 al 26 de marzo                 | DeMar DeRozan (Toronto Raptors) (4/4)         | James Harden (Houston Rockets) (4/4)              | [ 52 ] |
| 27 de marzo al 2 de abril         | Jimmy Butler (Chicago Bulls) (3/3)            | Stephen Curry (Golden State Warriors) (3/3)       | [ 53 ] |
| 3 al 9 de abril                   | Paul George (Indiana Pacers) (1/1)            | Russell Westbrook (Oklahoma City Thunder) (4/4)   | [ 54 ] |

### Jugadores del Mes
Los siguientes jugadores fueron nombrados Jugadores del Mes de las Conferencias Este y Oeste.
| Mes               | Conferencia Este                              | Conferencia Oeste                                                                      | Ref.   |
| ----------------- | --------------------------------------------- | -------------------------------------------------------------------------------------- | ------ |
| octubre/noviembre | LeBron James (Cleveland Cavaliers) (1/2)      | Russell Westbrook (Oklahoma City Thunder) (1/2)                                        | [ 55 ] |
| diciembre         | John Wall (Washington Wizards) (1/1)          | James Harden (Houston Rockets) (1/1)                                                   | [ 56 ] |
| enero             | Isaiah Thomas (Boston Celtics) (1/1)          | Stephen Curry (Golden State Warriors) (1/1) Kevin Durant (Golden State Warriors) (1/1) | [ 57 ] |
| febrero           | LeBron James (Cleveland Cavaliers) (2/2)      | Russell Westbrook (Oklahoma City Thunder) (2/2)                                        | [ 58 ] |
| marzo             | Giannis Antetokounmpo (Milwaukee Bucks) (1/1) | Damian Lillard (Portland Trail Blazers) (1/1)                                          | [ 59 ] |
| abril             | Paul George (Indiana Pacers) (1/1)            | Chris Paul (Los Angeles Clippers) (1/1)                                                | [ 60 ] |

### Rookies del Mes
Los siguientes jugadores fueron nombrados Rookie del Mes de las Conferencias Este y Oeste.
| Mes               | Conferencia Este                          | Conferencia Oeste                        | Ref.   |
| ----------------- | ----------------------------------------- | ---------------------------------------- | ------ |
| octubre/noviembre | Joel Embiid (Philadelphia 76ers) (1/3)    | Jamal Murray (Denver Nuggets) (1/1)      | [ 61 ] |
| diciembre         | Joel Embiid (Philadelphia 76ers) (2/3)    | Buddy Hield (New Orleans Pelicans) (1/2) | [ 62 ] |
| enero             | Joel Embiid (Philadelphia 76ers) (3/3)    | Marquese Chriss (Phoenix Suns) (1/1)     | [ 63 ] |
| febrero           | Dario Šarić (Philadelphia 76ers) (1/2)    | Yogi Ferrell (Dallas Mavericks) (1/1)    | [ 64 ] |
| marzo             | Dario Šarić (Philadelphia 76ers) (2/2)    | Buddy Hield (Sacramento Kings) (2/2)     | [ 65 ] |
| abril             | Willy Hernangómez (New York Knicks) (1/1) | Tyler Ulis (Phoenix Suns) (1/1)          | [ 66 ] |

### Entrenadores del Mes
Los siguientes entrenadores fueron nombrados Entrenadores del Mes de las Conferencias Este y Oeste.
| Mes               | Conferencia Este                        | Conferencia Oeste                           | Ref.   |
| ----------------- | --------------------------------------- | ------------------------------------------- | ------ |
| octubre/noviembre | Tyronn Lue (Cleveland Cavaliers) (1/1)  | Steve Kerr (Golden State Warriors) (1/2)    | [ 67 ] |
| diciembre         | Dwane Casey (Toronto Raptors) (1/1)     | Mike D'Antoni (Houston Rockets) (1/1)       | [ 68 ] |
| enero             | Scott Brooks (Washington Wizards) (1/1) | Steve Kerr (Golden State Warriors) (2/2)    | [ 69 ] |
| febrero           | Erik Spoelstra (Miami Heat) (1/1)       | Gregg Popovich (San Antonio Spurs) (1/1)    | [ 70 ] |
| marzo             | Jason Kidd (Milwaukee Bucks) (1/1)      | Terry Stotts (Portland Trail Blazers) (1/1) | [ 71 ] |
| abril             | Nate McMillan (Indiana Pacers) (1/1)    | Doc Rivers (Los Angeles Clippers) (1/1)     | [ 72 ] |